# The End Is Nigh
The End Is Nigh — видеоигра в жанре приключенческого платформера, разработанная Эдмундом Макмилленом и Тайлером Глейелом. Она была выпущена 12 июля 2017 года для Microsoft Windows через Steam. Порты игры были выпущены 15 августа 2017 года на macOS, 12 декабря 2017 года для Linux и Nintendo Switch и 30 апреля 2019 года для PlayStation 4. Игра была описана как духовный преемник Super Meat Boy от Макмиллена.

## Игровой процесс
Игрок управляет Эшем, маленькой каплей. Игра разделена на более чем 600 одноэкранных взаимосвязанных уровней, образующих более 15 глав. Цель игры — пройти платформерные испытания на каждом экране и перейти к следующему, исследуя мир и собирая по пути предметы. Коллекционные предметы включают опухоли, которые открывают бонусные уровни и используются в качестве жизней в последующих главах, а также картриджи для видеоигр, которые открывают ретро-уровни.
Ретро-уровни в картриджах обычно посвящены регионам, где они встречаются, с соответствующими опасностями и механиками. У каждого картриджа есть достижения, за выполнение которых игрок получает опухоли. Некоторые вводят дополнительную механику, например ограничение по времени или кольца, которые можно собирать за достижения.

## Сюжет
Во вступлении к игре показано, как Эш транслирует в прямом эфире одноимённую версию игры в ретро-стиле, что позволяет игроку пройти через неё. После смерти игрока игра в игре аварийно завершает работу и повреждается до точки неработоспособности, которую Эш не может исправить, продувая края разъемов картриджа. На следующий день Эш пишет письмо, объясняющее его текущую ситуацию и состояние мира, заявляя, что произошёл апокалипсис, и он единственный выживший. Сломанный картридж с его любимой игрой, Эш отправляется в мир, чтобы найти друга и заново заселить мир.
Эш находит три части тела в разных регионах и объединяет их в друга, с которым проводит пьяную ночь. Он просыпается и обнаруживает, что его друга больше нет, а мир рухнул во второй раз, что привело к появлению дополнительных опасностей. Путешествуя по «Будущему», Эш обнаруживает, что его друг прилип к большому светящемуся шару, и отвергает своего друга за то, что он ушёл и предал его.
В финале «Принятие» сфера начинает взрываться, и Эшу приходится бежать. Когда происходит взрыв, Эш принимает свою судьбу и счастливо умирает. В финале Nevermore Эш прыгает в сферу и пересекает новый регион, обнаруживая сбойную версию своего игрового картриджа. Затем он становится частью мира, присоединяясь к существу по имени «Мать», чтобы жить вечно.

## Разработка и выпуск
Разработка The End Is Nigh началась в результате совместной игры между Эдмундом Макмилленом и Тайлером Глейелом в декабре 2016 года. Игра была разработана с использованием движка, созданного Глейелом, который позволял оперативно импортировать ресурсы SVG, созданные в Adobe Flash. После года разработки платформера-шутера под названием Øuroboros Макмиллен и Глейл решили переориентировать концепцию, так как в игре было достигнуто мало прогресса. Во время разработки Øuroboros они делали небольшие перерывы для прототипирования других идей, а в декабре 2016 года оба решили провести полноценную игру для изучения этих концепций. За первую неделю они разработали платформер с элементами открытого мира и приключенческой игры. Макмиллен описал это как ощущение «немного похожего на то, как VVVVVV встречает 1001 Spikes с настройкой управления Spelunky, и это было идеально». Они продолжали тайно работать над игрой в течение следующих нескольких месяцев, и официально о ней было объявлено 7 июня 2017 года, примерно за месяц до запланированной даты выпуска. Макмиллен анонсировал игру незадолго до её выпуска, желая, чтобы игра не стала пустым звуком, как это произошло с некоторыми из ранее анонсированных им игр, таких как Mewgenics и Super Meat Boy Forever (пока она не была передана другой команде и не выпущена в 2020 году). О завершенной игре Макмиллен сказал, что The End Is Nigh — самая большая по уровням игра, над которой он работал, и воплощает в себе аспекты каждой игры, которую он создал. Озвучку игры озвучил Рич Эванс из RedLetterMedia, а музыку написал Ridiculon.
Позже Макмиллен сказал, что, по его мнению, «Конец уже близок» стал для него катарсическим опытом. До его разработки он несколько лет работал над The Binding of Isaac: Rebirth и её расширениями и обнаружил, что разработка отнимает у него время, а также у него плохой опыт работы с другими разработчиками. Он подумывал об уходе с рынка разработки игр, что в некоторой степени повлияло на направление развития The End Is Nigh. Он использовал тему настойчивости как основной элемент игры, помогая ему решать свои личные проблемы, и в результате Макмиллен почувствовал, что « Конец уже близко» — его лучшая работа.